# Angampora
 (septembre 2018).
Si vous disposez d'ouvrages ou d'articles de référence ou si vous connaissez des sites web de qualité traitant du thème abordé ici, merci de compléter l'article en donnant les références utiles à sa vérifiabilité et en les liant à la section « Notes et références ».

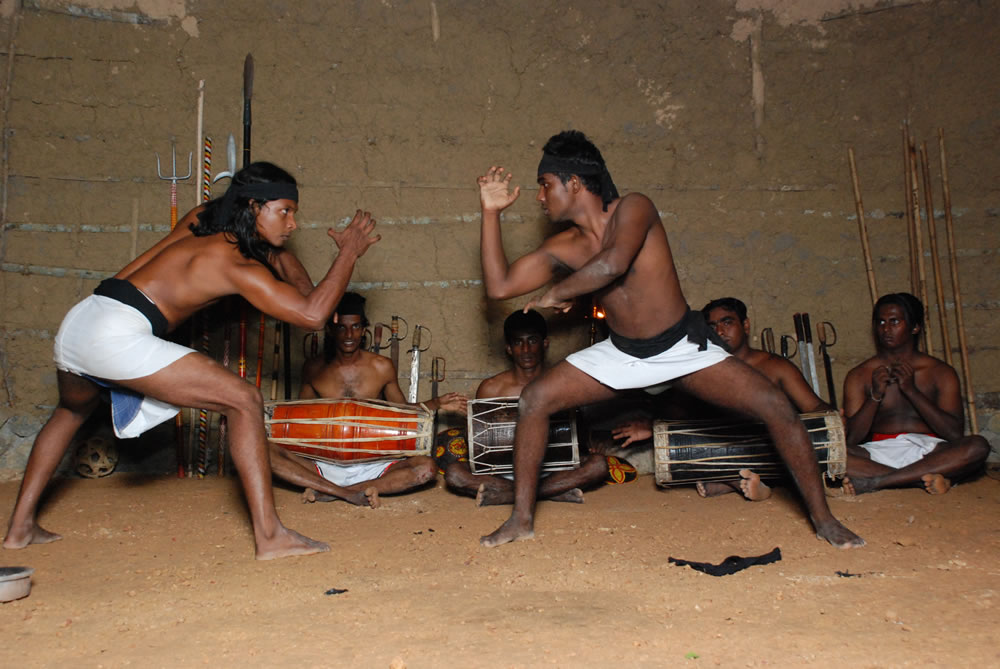
Angampora.

L'Angampora (en tamoul : அங்கம்போர et en singhalais : අංගම්පොර) est une forme d'art martial originaire du Sri Lanka combinant des techniques de combat et de défense personnelle et de la méditation.

## Étymologie
Le mot Angampora dérive des mots cingalais anga (corps) et pora (combat). L'Angampora étant un art martial n'utilisant comme arme que le corps humain.

## Histoire
Selon certains mythes, Ravana (un guerrier mythique, ayant existé il y a 5000 ans, mentionné dans le Ramayana) aurait été un maître de cet art martial.
Une autre légende parle d'une héroïne prénommée Menike (ou Disapathiniya), ayant vécu à l'époque médiévale. Souhaitant venger la mort de son père, elle se serait travestie et aurait appris l'Angampura pour l'utiliser contre l'assassin de son père.
Quelque qu'en soit la réelle origine, il existe des preuves historiques attestant de la présence de cet art martial sur deux millénaires, notamment les gravures de temples tels que le Temple de la Dent.

## Méthode de combat
L'Angampora se divise en 3 notions, chacune comprenant diverses techniques d'une violence croissante.
- Première notion : Gataputtu (l'objectif est de désarmer ou d'affaiblir son ennemi)
- Deuxième notion : Pora Harammba (l'objectif est de désarmer ou blesser son ennemi)
- Troisième notion : Maru Kala (l’art de la mort) (l'objectif est d'infliger une douleur intense, de paralyser, voire de tuer son ennemi)

Il existe deux variantes de l'Angampora.
La première, nommée l'Illangam, utilise des armes. Cette dernière se trouve être complexe à apprendre car elle demande la maîtrise de 64 armes différentes.
la seconde, nommée Maya Agam, est imprégnée de chamanisme.

Les trois réunis, l'art martial porte le nom d'Angam Satan Kala, un terme pouvant se traduire comme l'art du combat d'Agam.